# Mâncare

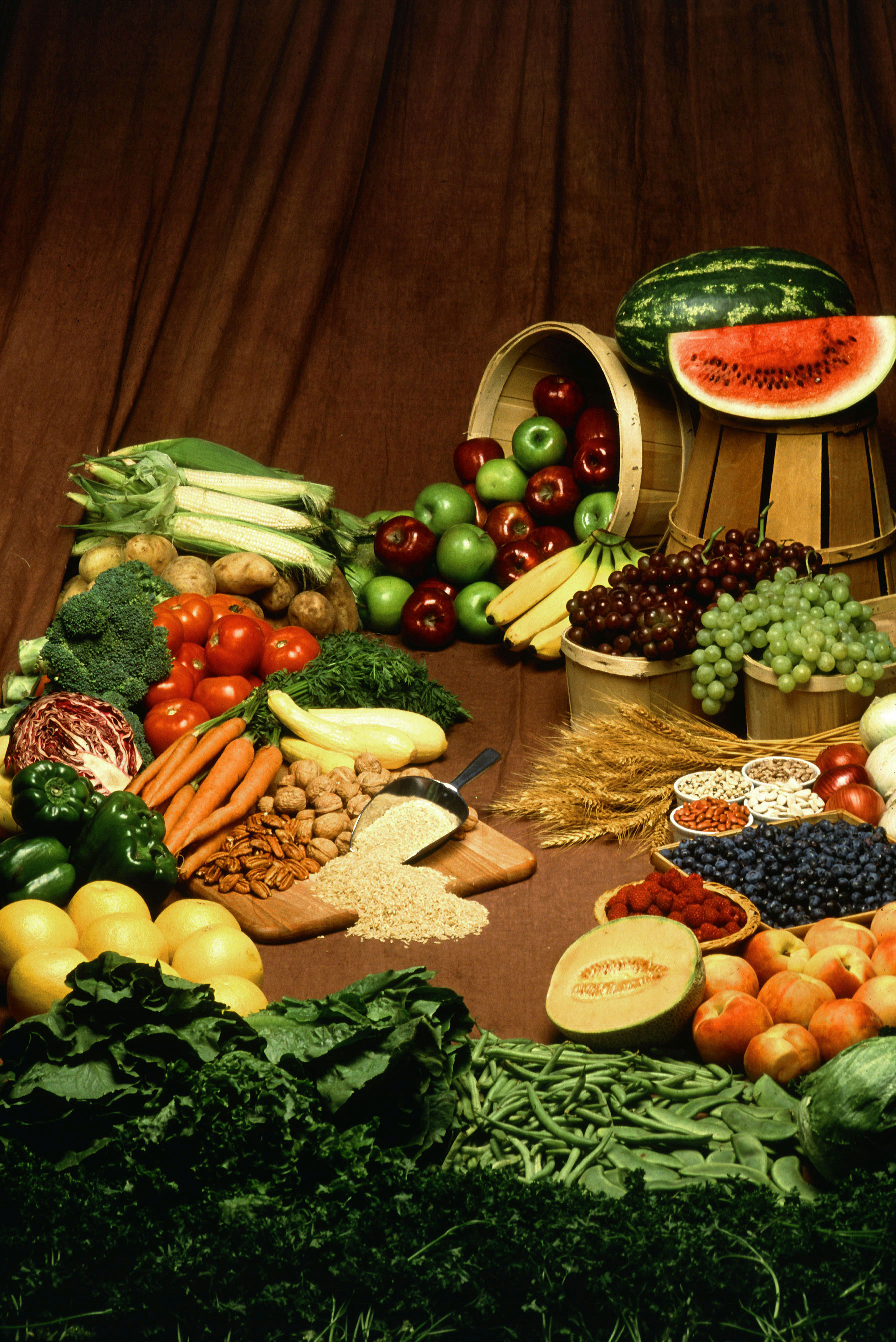
Mâncare provenind din surse vegetale

Mâncarea (plural: mâncăruri) sau hrana reprezintă orice substanță, de obicei compusă din carbohidrați, grăsimi și proteine care este consumată de către animale sau de către oameni fie în scopul metabolizării în energie, fie doar pentru plăcerea gustativă. Substanțele comestibile se mai numesc alimente.
Mâncarea vine în general fie din sursă vegetală, fie din sursă animală, fie minerală, deși mai există și excepții. Mâncarea variază după cultură, nație, popor, dar și poziția geografică și este obținută prin activități precum cultivarea (în cazul plantelor), a creșterii animalelor, pescuitul, mai rar vânarea animalelor sălbatice.
Cele mai multe popoare au propriile mâncăruri distinctive, iar știința care studiază obiceiurile, preferințele și practicile specifice fiecărui popor în ceea ce privește pregătirea mâncărurilor se numește gastronomie. Întrucât atât consumul redus de alimente cât și consumul excesiv de alimente poate duce la probleme de sănătate pe termen scurt sau pe termen mediu și lung, atât animalele cât mai ales oamenii își impun uneori un regim alimentar mai strict, numit dietă.

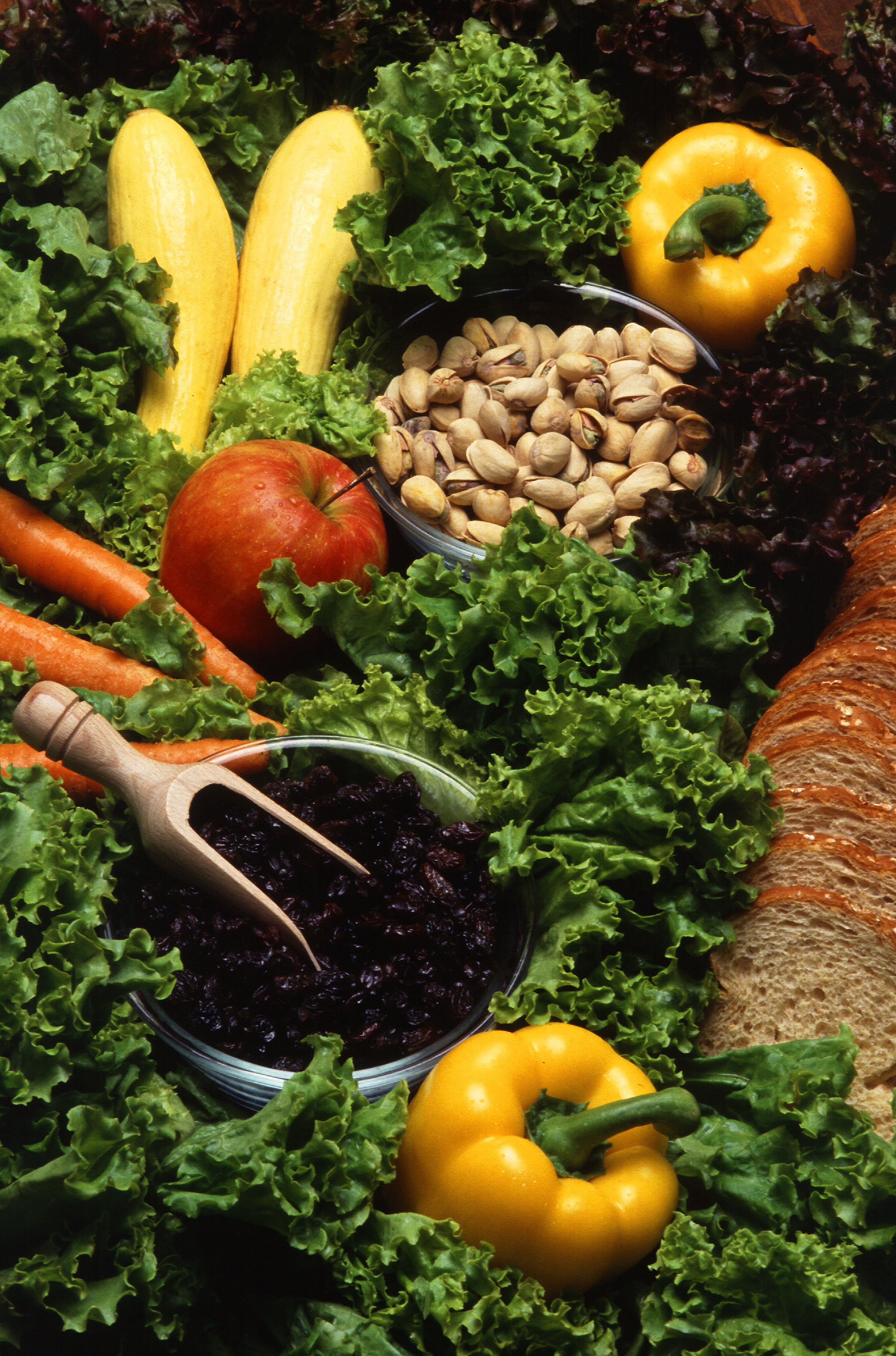
Alimente de origine vegetală

### De origine vegetală

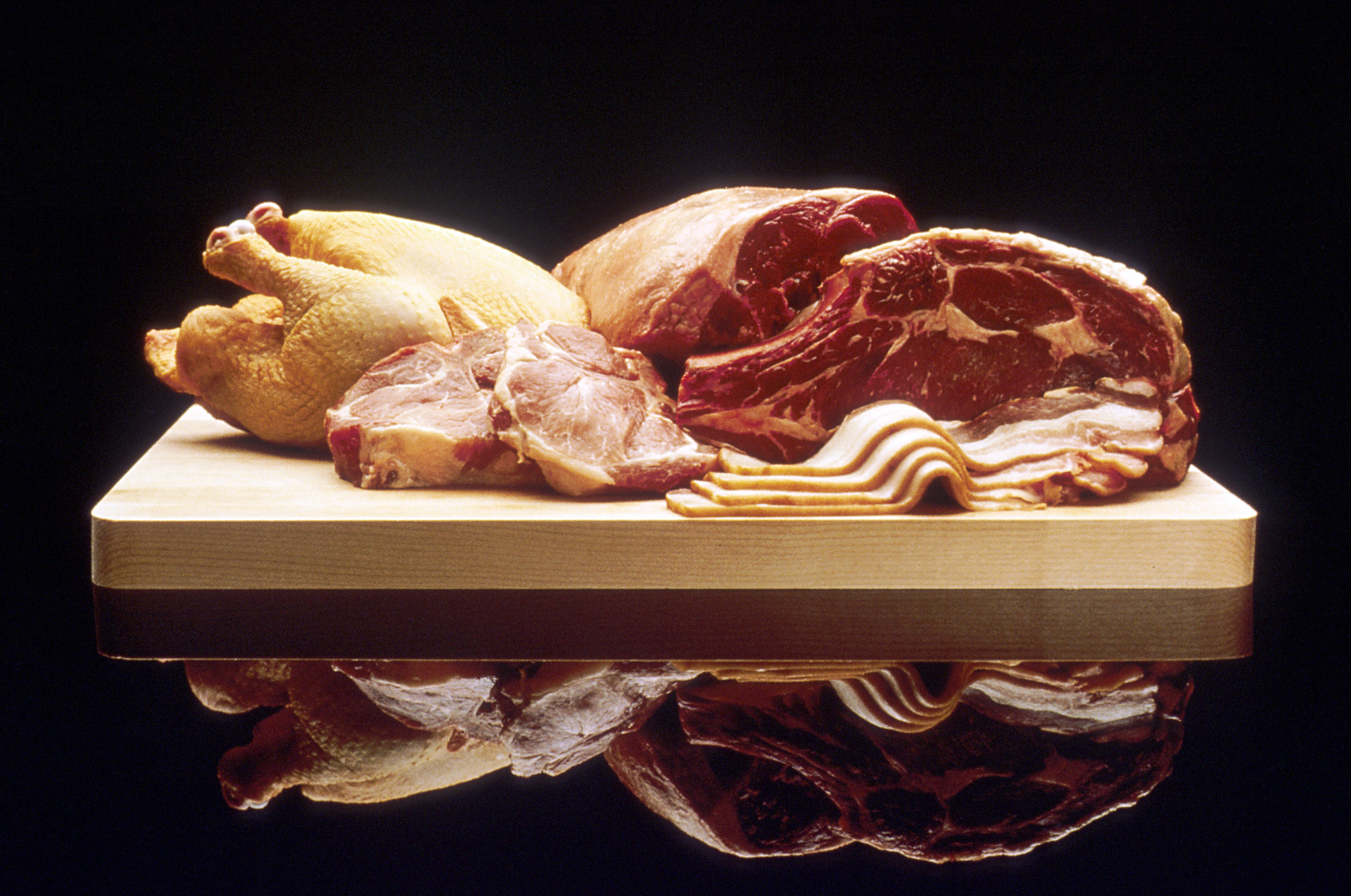
Mâncare venind în mod direct de la animale

### De origine animală

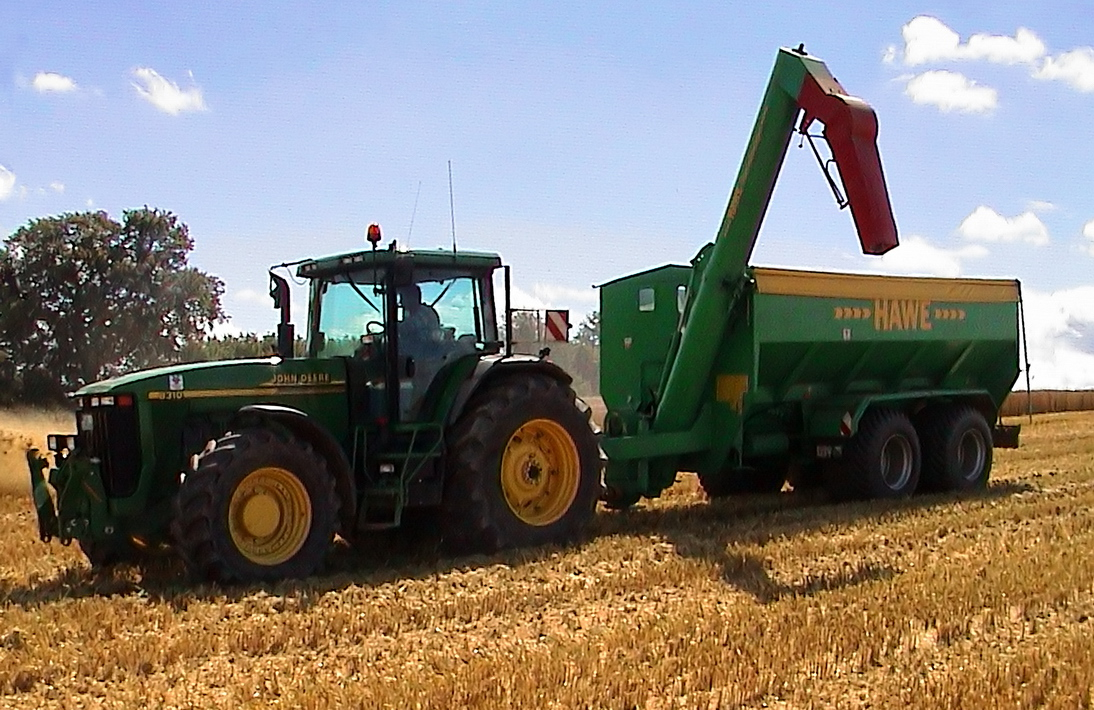
Treierarea grâului

## Gătirea alimentelor

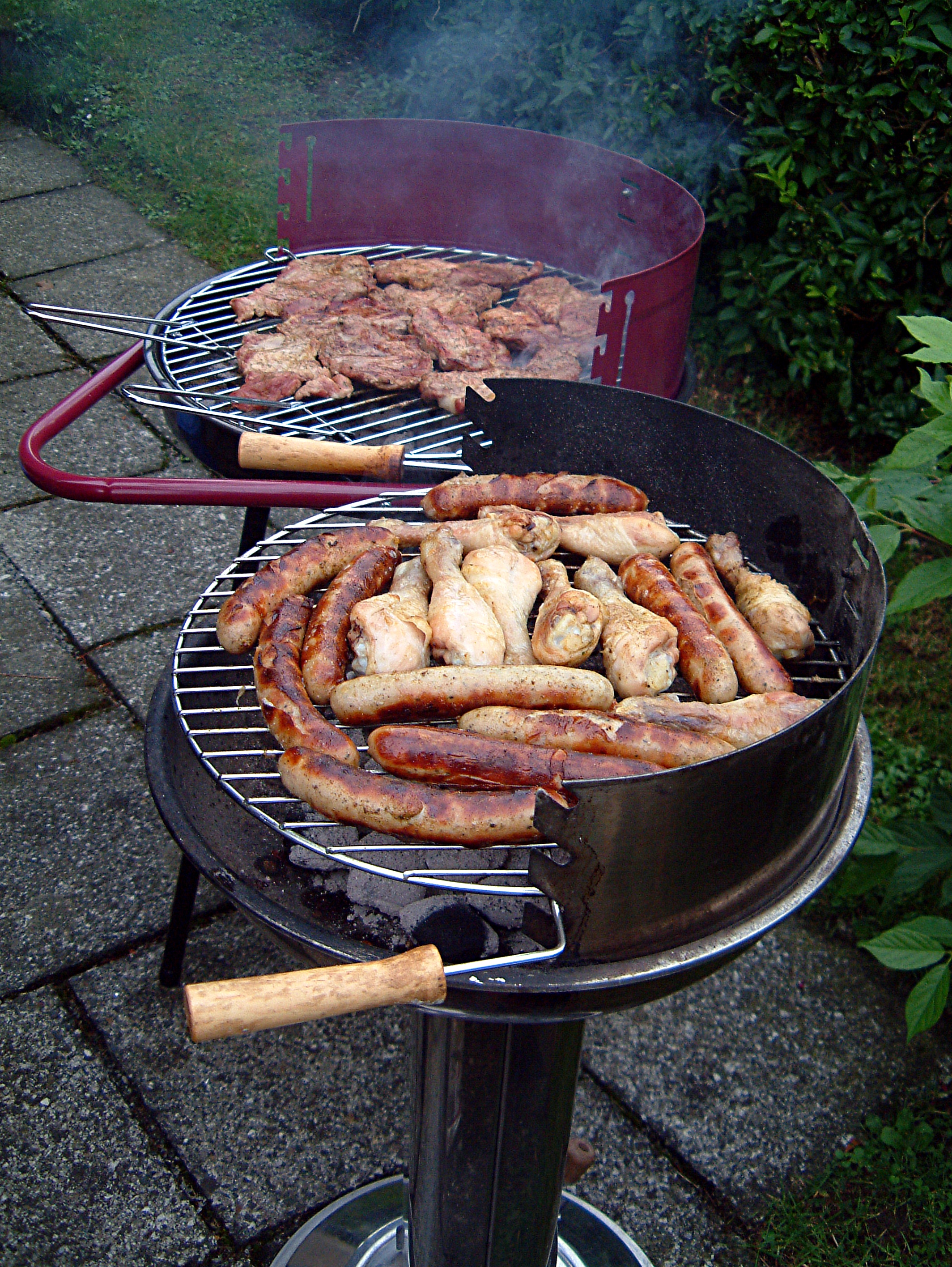
Gătitul la grătar

#### Ehipamente și metode de gătit

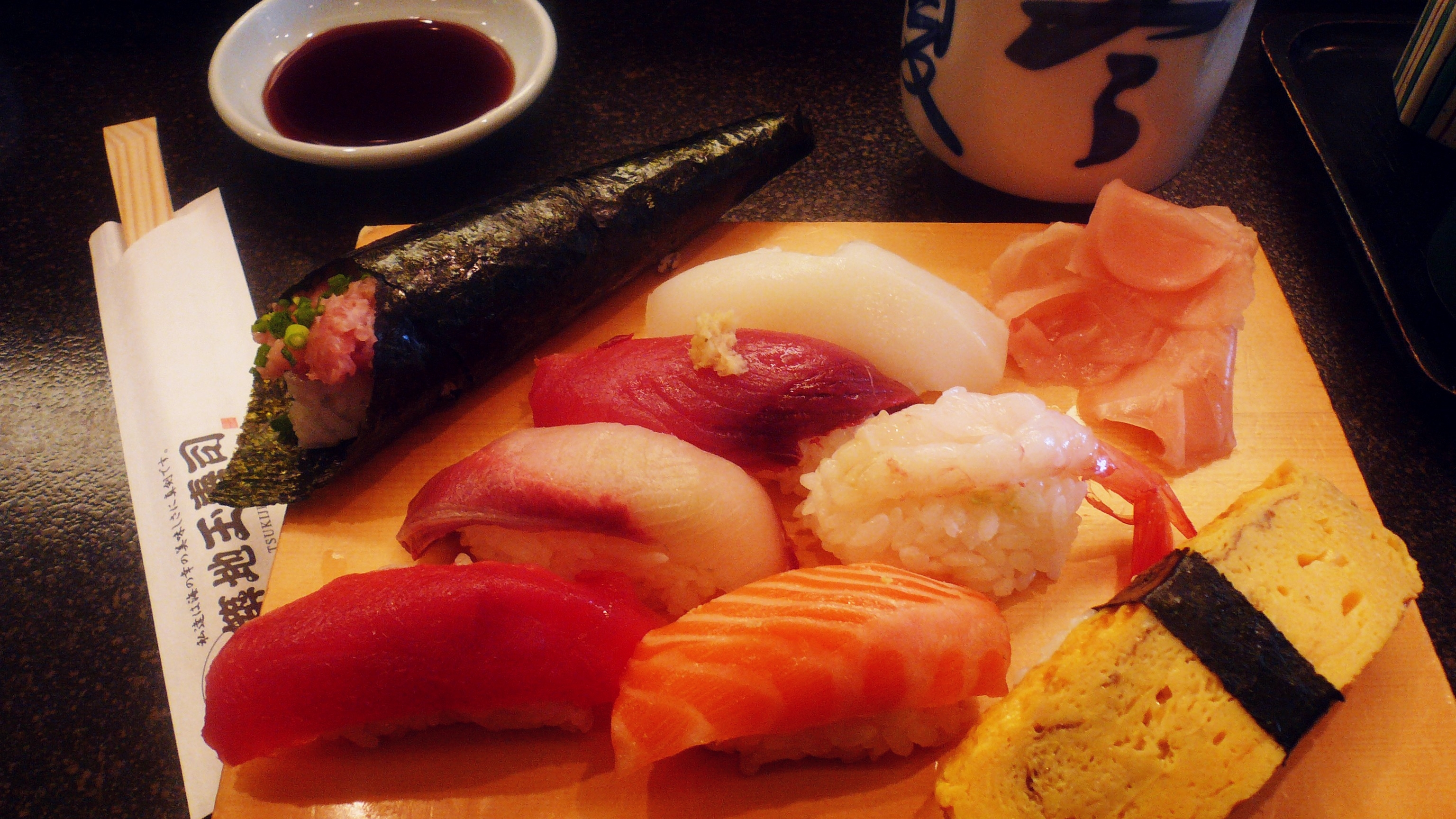
Sushi

#### Mâncarea nesupusă operațiilor de alterare

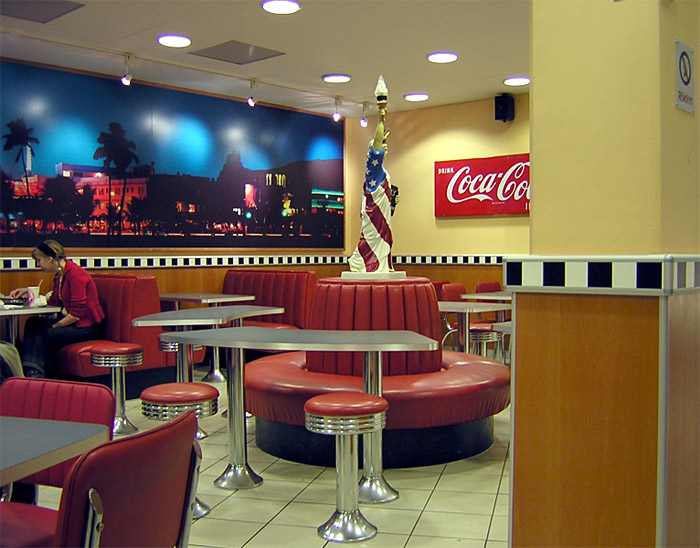
Restaurant modern

### Comercializarea

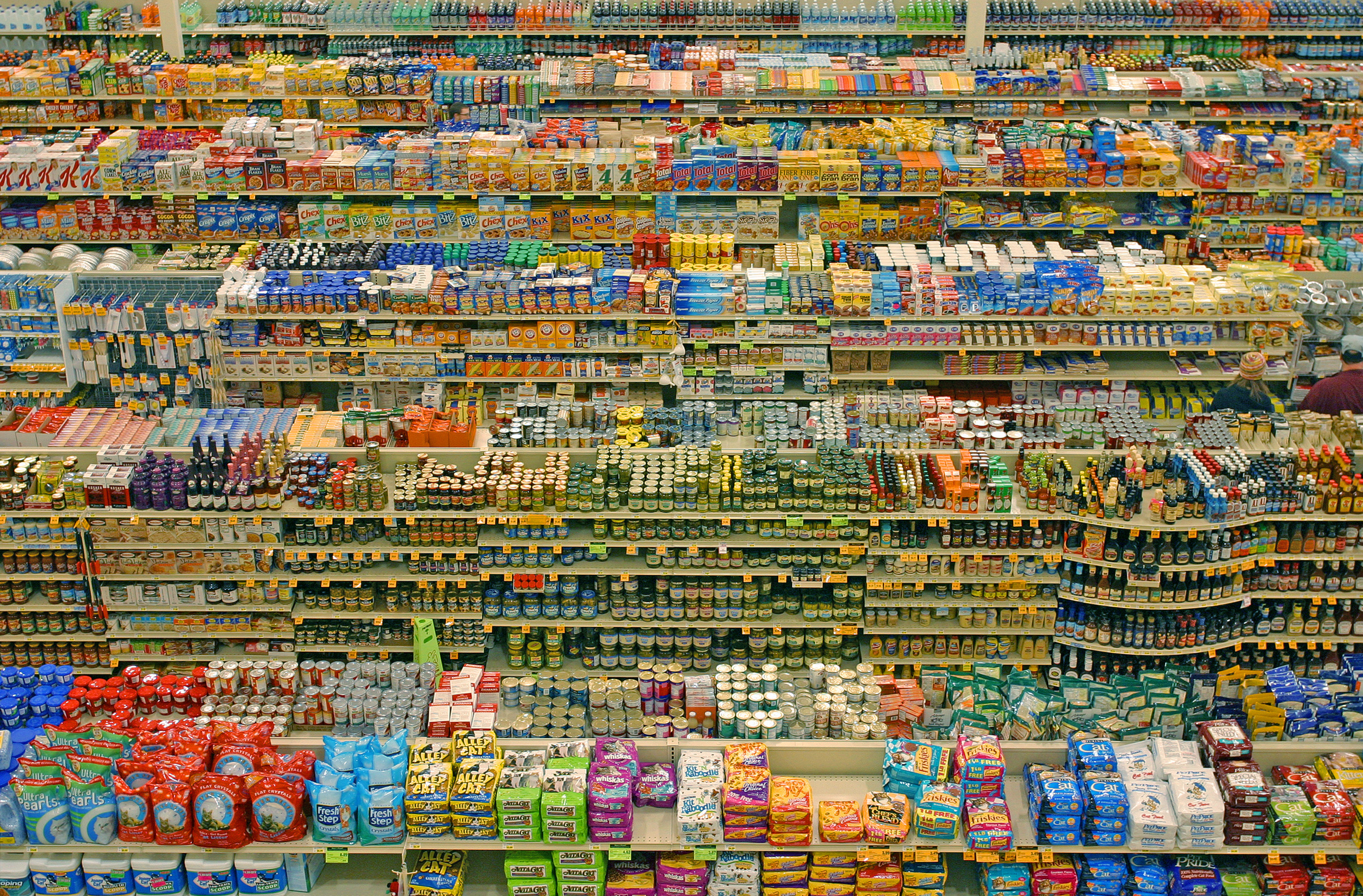
Mâncare ambalată într-un supermarket

## Siguranță

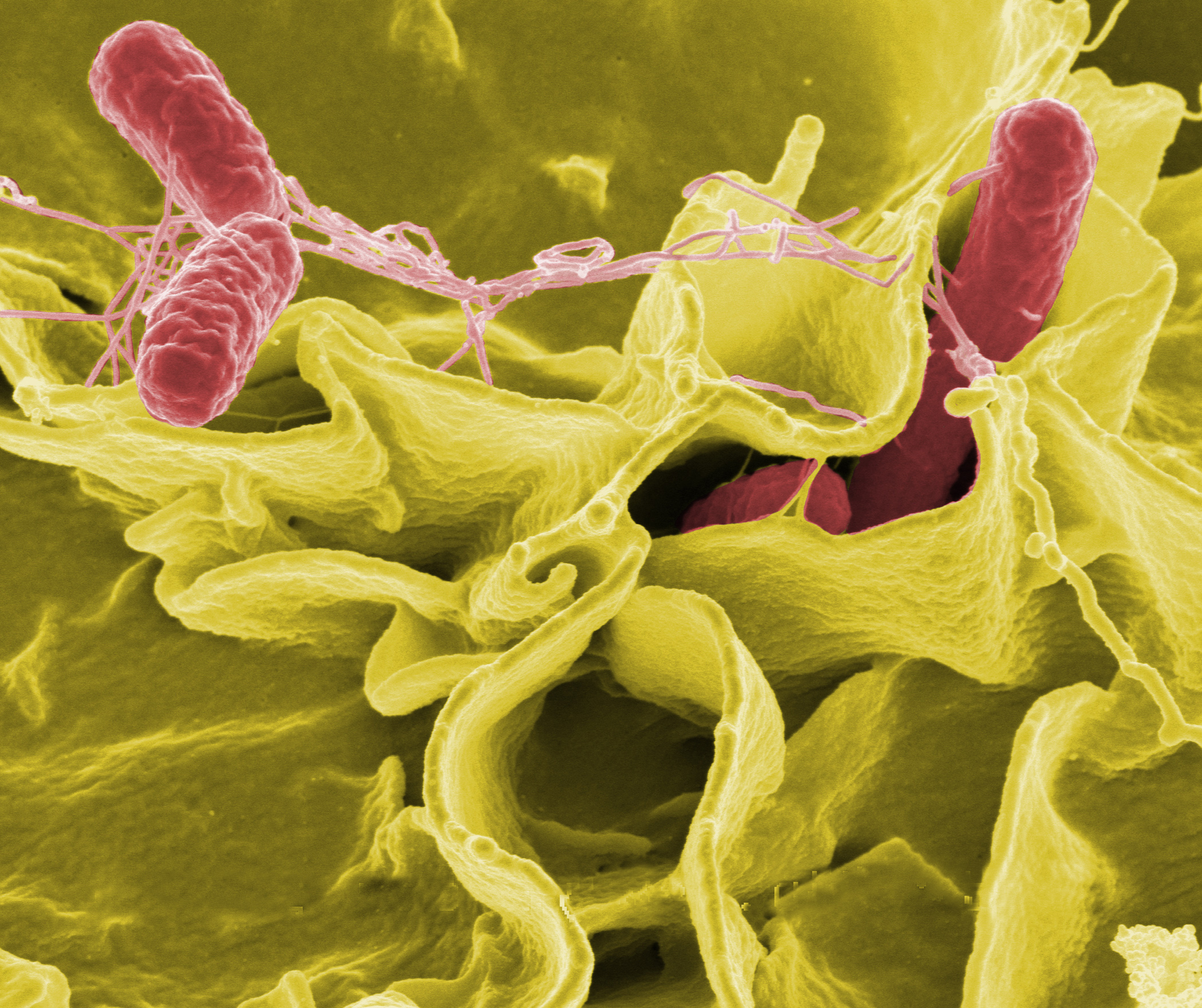
Bacteria Salmonella, des întâlnită în produsele din carne de pui dar și ouă de pui care nu au fost gătite suficient.